# David Dawson (Schauspieler)

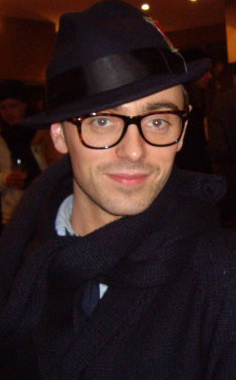
David Dawson 2009 in Liverpool

David Dawson (* 7. September 1982 in Widnes, England) ist ein britischer Schauspieler.

## Leben
David Dawson besuchte die Fairfield High School und das Warrington Community College, bevor er 2002 an der RADA (The Royal Academy of Dramatic Art) aufgenommen wurde. Während der Highschool war er Mitglied der Musketeer Theatre Company. Dort spielte er unter anderem in Viel Lärm um nichts einem Stück von William Shakespeare mit. Mit 17 Jahren schrieb er ein Stück namens Divorced and Desperate, das am Queen’s Hall Theater in Widnes aufgeführt wurde. Seit 2005 war er in mehr als 20 Fernsehproduktionen zu sehen, vornehmlich in verschiedenen Serien.
David hat noch einen jüngeren Bruder, James.

## Theater
- 2007: Richard II
- 2008: The Long And The Short And The Tall
- 2008: Nicholas Nickleby
- 2009: The Entertainer
- 2009: Romeo and Juliet
- 2009: Comedians
- 2010: Posh
- 2011: Luise Miller
- 2013: The Vortex
- 2013: The People of the Town
- 2014: The Duchess of Malfi
- 2015: The Dazzle

## Filmografie
- 2005: Doc Martin (Fernsehserie)
- 2007: Damage
- 2007: The Thick of It (Fernsehserie)
- 2009: Gracie!
- 2009: Secret Diary of a Call Girl – Geständnisse einer Edelhure (Fernsehserie)
- 2010: The Road to Coronation Street
- 2010: London Boulevard
- 2011: Luther (Fernsehserie)
- 2012: Das Geheimnis des Edwin Drood (Fernsehserie)
- 2012: The Hollow Crown (Fernsehserie)
- 2012: Parade’s End – Der letzte Gentleman (Fernsehserie)
- 2012–2016: Ripper Street (Fernsehserie)
- 2013: Dancing on the Edge (Fernsehserie)
- 2013: Die Borgias – Sex. Macht. Mord. Amen. (Fernsehserie)
- 2013: Peaky Blinders – Gangs of Birmingham (Fernsehserie)
- 2014: The Smoke (Fernsehserie)
- 2014: The Duchess of Malfi
- 2015: Banished (Fernsehserie)
- 2015–2018: The Last Kingdom (Fernsehserie)
- 2016: Maigret Sets a Trap
- 2016: The Complete Walk: Love’s Labour’s Lost
- 2016: The Secret Agent (Fernsehserie)
- 2022: Der Liebhaber meines Mannes (My Policeman)